# Susan Visser
Pour les articles homonymes, voir Visser.
 (octobre 2018).
Si vous disposez d'ouvrages ou d'articles de référence ou si vous connaissez des sites web de qualité traitant du thème abordé ici, merci de compléter l'article en donnant les références utiles à sa vérifiabilité et en les liant à la section « Notes et références ».
Susan Visser, née le 15 octobre 1965 à Rotterdam, est une actrice néerlandaise. Son premier film est "De Jurk", un film hollandais sorti en 1996. Depuis elle a joué dans le film All Stars, Polleke et Amazones. Elle joue aujourd'hui dans la série télévisée Jardins secrets.

## Carrière
De 1990 à 2007 , elle est mariée à l'acteur Roef Ragas. Le couple a deux enfants (prénommés Saïda et Aaron).

## Filmographie
- 1996 : La robe, et l'effet qu'elle produit sur les femmes qui la portent et les hommes qui la regardent de Alex van Warmerdam[1]
- 1997 : Lovely Liza (nl) de Maria Peters[2]
- 2003 : Roadkill de Jeroen Annokkée[3]
- 2004 : Amazones de Esmé Lammers[4]
- 2005 - 2007 : Jardins secrets (Gooische vrouwen)
- 2009 : Lover of loser (nl) de Dave Schram[5]
- 2010 : Finnemans (nl) de Thomas Korthals Altes[6]
- 2010 : Hot Grass de Alieke van Saarloos et Sia Hermanides : Anneke
- 2011 : Gooische Vrouwen (nl) de Will Koopman : Anouk Verschuur[7]
- 2012 : Taped de Bart Westerlaken[8]
- 2013 : OVER de Elbe Stevens : La mère[9]
- 2013 : Smoorverliefd (nl) de Hilde Van Mieghem : Judith Miller[10]
- 2015 : Sneeuwwitje en de zeven kleine mensen (nl) de Will Koopman[11]
- 2016 : The Day My Father Became a Bush (nl) de Nicole van Kilsdonk : La femme heureuse[12]
- 2016 : De Held (nl) de Menno Meyjes : Jacob[13]
- 2018 : Orange Fever de Pim van Hoeve[14]